# Jay Benedict
Jay Benedict (Burbank, 11 aprile 1951 – Londra, 4 aprile 2020) è stato un attore e doppiatore statunitense.

## Biografia
Nato in California, visse e lavorò in Europa fin dagli anni '60.
Debuttò nel 1963, all'età di 11 anni, apparendo nel film La bande à Bobo di Tony Saytor.
In teatro lavorò nel The Rocky Horror Show nei primi anni '70 e anche in Filumena Marturano di Eduardo De Filippo per la regia di Franco Zeffirelli, nella versione rappresentata a Londra nel 1977.
Tra i film a cui prese parte si ricordano Victor Victoria, Aliens - Scontro finale e Il cavaliere oscuro - Il ritorno.
Morì nel 2020 a Londra per complicazioni da Covid-19.

## Filmografia parziale

### Cinema
- La bande à Bobo, regia di Tony Saytor (1968)
- Winterspelt 1944, regia di Eberhard Fechner (1978)
- Una strada, un amore (Hanover Street), regia di Peter Hyams (1979)
- Victor Victoria, regia di Blake Edwards (1982)
- The Lonely Lady, regia di Peter Sasdy (1983)
- C'è qualcosa di strano in famiglia (Where is Parsifal?), regia di Henri Helman (1983)
- Aliens - Scontro finale (Aliens), regia di James Cameron (1986) - non accreditato
- L'ora del tè (Diamond Skulls), regia di Nick Broomfield (1989)
- La casa Russia (The Russia House), regia di Fred Schepisi (1990)
- Vite sospese (Shining Through), regia di David Seltzer (1992)
- Storie di spie (Les Patriotes), regia di Éric Rochant (1994)
- L'insolente (Beaumarchais, l'insolent), regia di Édouard Molinaro (1996)
- Double Team - Gioco di squadra (Double Team), regia di Tsui Hark (1997)
- Rewind, regia di Sergio Gobbi (1998)
- L'erba di Grace (Saving Grace), regia di Nigel Cole (2000)
- Vatel, regia di Roland Joffé (2000)
- Carmen, regia di Vicente Aranda (2003)
- Agents secrets, regia di Frédéric Schoendoerffer (2004)
- Tirante el Blanco, regia di Vicente Aranda (2006)
- Chico & Rita, registi vari (2010) - voce
- Il cavaliere oscuro - Il ritorno (The Dark Knight Rises), regia di Christopher Nolan (2012)
- Il centenario che saltò dalla finestra e scomparve (Hundraåringen som klev ut genom fönstret och försvann), regia di Felix Herngren (2013)
- Moonwalkers, regia di Antoine Bardou-Jacquet (2015)
- I.T. - Una mente pericolosa (I.T.), regia di John Moore (2016)
- Famiglia all'improvviso - Istruzioni non incluse (Demain tout commence), regia di Hugo Gélin (2016)
- Madame, regia di Amanda Sthers (2017)
- Hostile, regia di Mathieu Turi (2017)
- Scarefest, regia di Michael Casson e Harvey Somerfield (2019)

### Televisione
- Couples (1975)
- Yanks Go Home (1977)
- Come Back, Little Sheba (1977)
- People Like Us (1978)
- Tycoon (1978)
- X-Bomber (1980-1982) - voce
- How We Used to Live (1981-1982)
- Quella sporca dozzina II (1985)
- Hemingway (1988)
- La passione del potere (1991)
- Anglo Saxon Attitudes (1992)
- Il commissario Maigret (1995)
- Gli eredi (1997)
- Valle di luna (1997)
- RKO 281 - La vera storia di Quarto potere (1999)
- Metropolis (2000)
- Hotel! (2001)
- MosquitoMan - Una nuova razza di predatori (2005)
- Accadde in aprile (2005)
- Icon (2005)
- Djihad! (2006)
- Foyle's War (2006; 2008)
- Rosamunde Pilcher (2012; 2013)